# Нововолинск
Нововолѝнск (на украински: Нововолинськ) е град във Волинска област, Украйна.
Населението му е 49 772 души (1 януари 2022). Намира се в часова зона UTC+2.
Основан е през 1950 г., а получава статут на град през 1957 г.